# Frailes Franciscanos de la Inmaculada

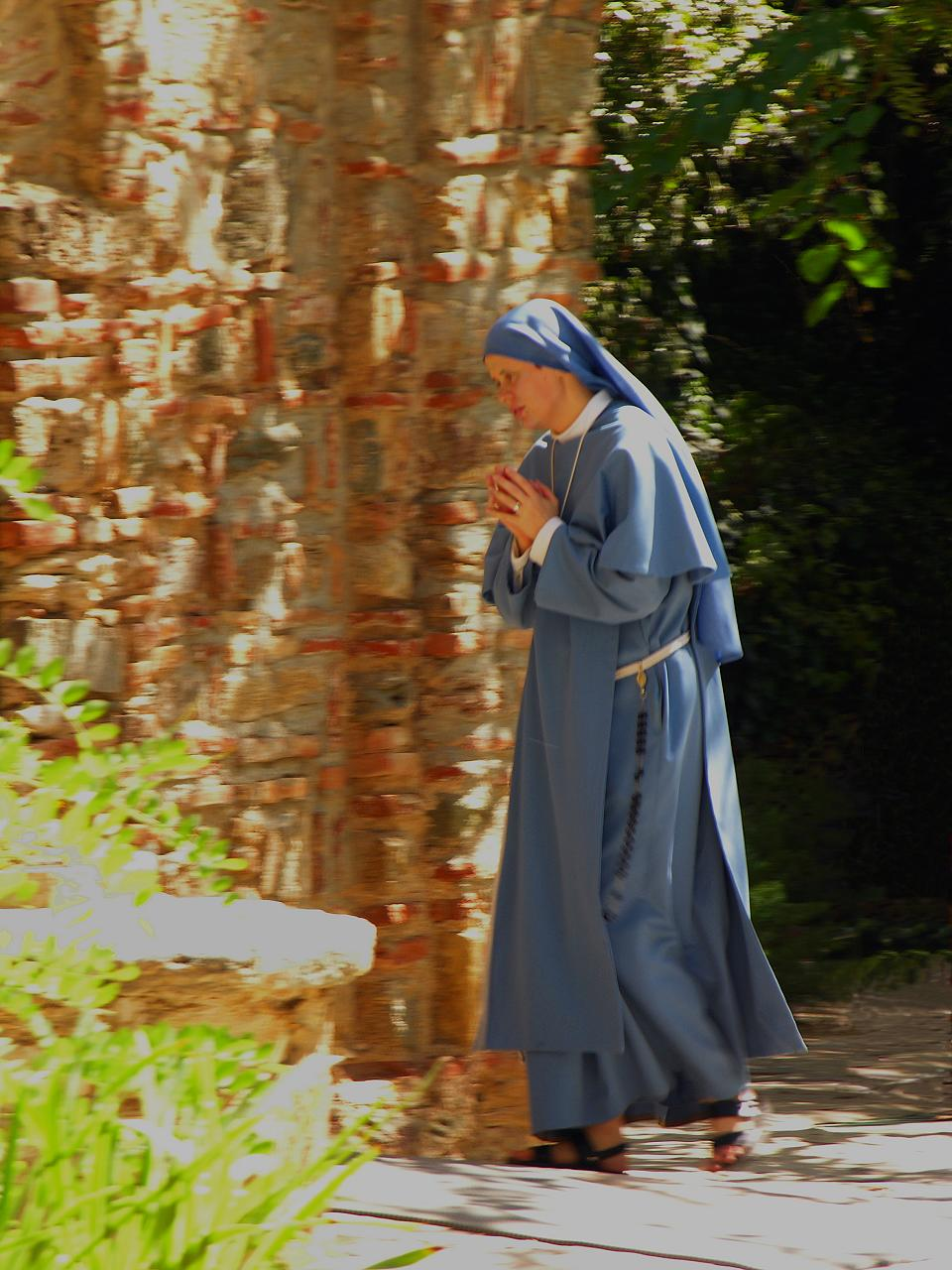
Franciscana de la Inmaculada.

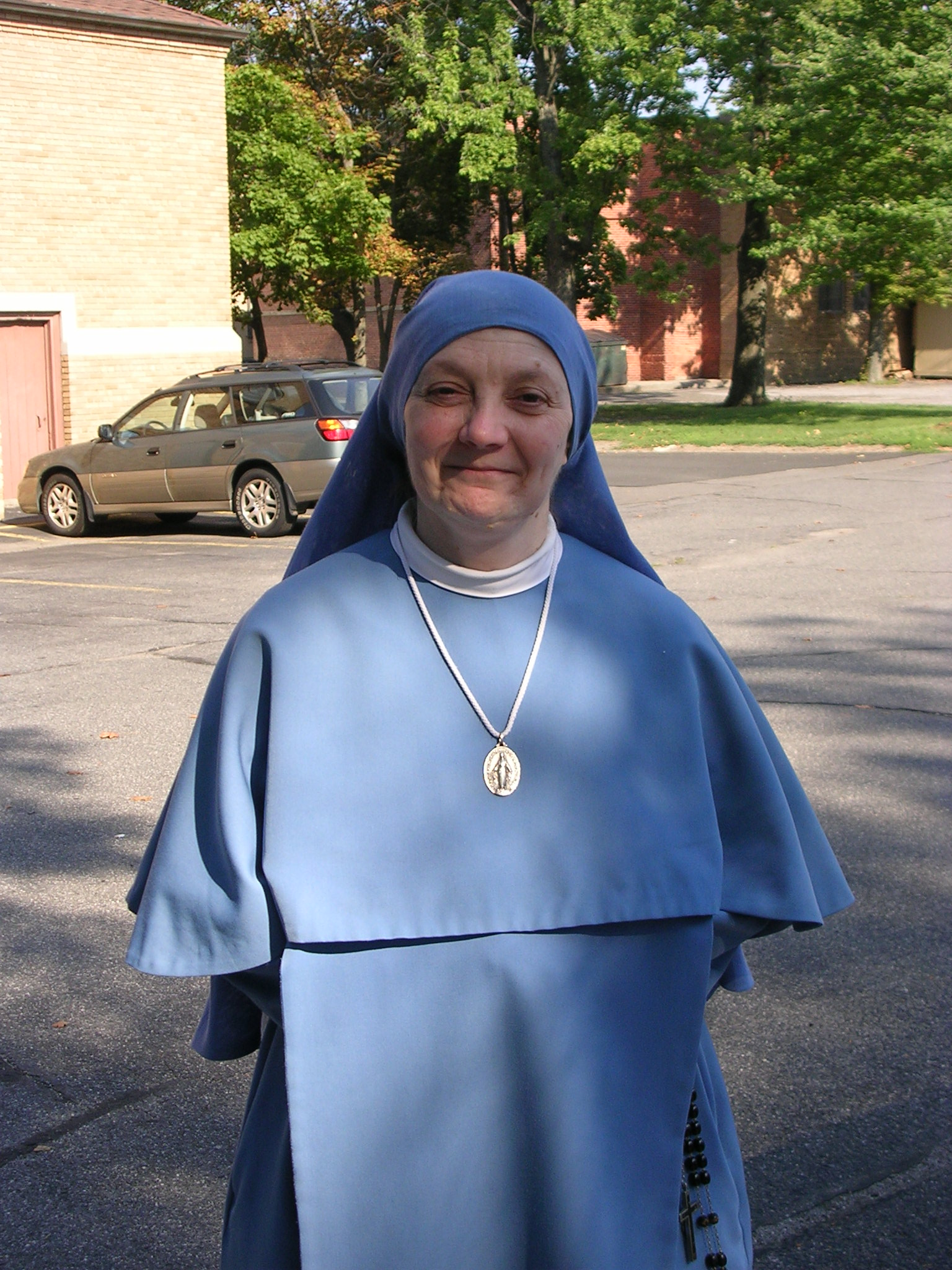
El hábito religioso de las Hermanas.

Los Frailes Franciscanos de la Inmaculada (Latín: Congregatio Fratrum Franciscanorum Immaculatae; F.F.I.) son una congregación religiosa católica que nació como movimiento espiritual en 1970. Entre sus miembros existen los frailes y las hermanas.

## Historia
Stefano María Manelli y Gabriel Maria Pelletieri, dos frailes conventuales, inspirados por el Concilio Vaticano II, intentaron vivir auténticamente la Regla de San Francisco de Asís, siguiendo el ejemplo y el carisma de San Maximiliano María Kolbe. Erigido "por voluntad de el Santo Padre" Juan Pablo II como Instituto de derecho diocesano en la archidiocésis de Benevento, en Italia, en 1990, fue reconocido como Instituto de derecho pontificio en 1998.

### Intervención pontificia
El fuerte crecimiento de la congregación y el uso de la misa tridentina llamaron la atención. El mismo año de la elección del papa Francisco, la Congregación para los Institutos de Vida Consagrada   designó a fray Fidenzio Volpi O.F.M.Cap. como Comisario Apostólico. Volpi murió en el 2015.

## Carisma
Los miembros del instituto – frailes y hermanas –, además de los votos de pobreza, obediencia y castidad, profesan un voto de consagración total a María.  El voto mariano es su primer voto, y los caracteriza, en orden a establecer la Misión de la Inmaculada Mediadora, consistente en el estudio y difusión del Misterio de la Bienaventurada Virgen María, como Inmaculada e intercesora. Los Franciscanos de la Inmaculada aspiran a hacer todo por medio de María. Procuran que  la devoción a María se expanda a través del mundo entero; esto lo logran a través de la radio, revistas, conferencias, etc.: todo para Jesús a través de María. El "carisma" y la espiritualidad de los Franciscanos de la Inmaculada son compartidos  por un Instituto de religiosas, activas y contemplativas, y por una Tercera Orden, formada por seglares de ambos sexos.

## Difusión
Los Frailes Franciscanos de la Inmaculada, en total casi 400, se encuentran en varias comunidades de los cinco continentes. También están presentes en la Basílica de Santa María la Mayor de Roma desde 1999, en calidad de sacristanes menores, para el servicio litúrgico y la acogida de los peregrinos y visitantes.